# Linnaemya nigrescens
Linnaemya nigrescens är en tvåvingeart som beskrevs av Charles Howard Curran 1925. Linnaemya nigrescens ingår i släktet Linnaemya och familjen parasitflugor. Inga underarter finns listade i Catalogue of Life.